# Buzara roulera
Buzara roulera là một loài bướm đêm thuộc họ Erebidae. Nó được tìm thấy ở đảo Kai.